# Kṣemendra
Kṣemendra (c. 1010 - c. 1070) a fost un poet indian de limbă sanscrită, contemporan cu învățatul Abhinavagupta.
A scris poeme eroice inspirate după Mahābhārata și Ramayana (Bhārata-mañjarī, Rāmāyaṇa-mañjarī), poeme religioase (Daśāvatāra-carita, relatare a avatarurilor lui Vișnu), didactice (Kalāvilāsa - Înflorirea artelor; Darpaladana), erotice (Samayamāṭrkā), culegeri de povestiri, basme, fabule (Bṛhatkathā).